# آيت اخليفة (الخنك)
آيت اخليفة هي إحدى مشيخات المملكة المغربية، تتبع جغرافيا لإقليم الرشيدية وإداريًا لالخنك. يقدر عدد سكانها بـ 1652 نسمة حسب الإحصاء الرسمي للسكان والسكنى لسنة 2004.